# Apocalipsis de Bamberg

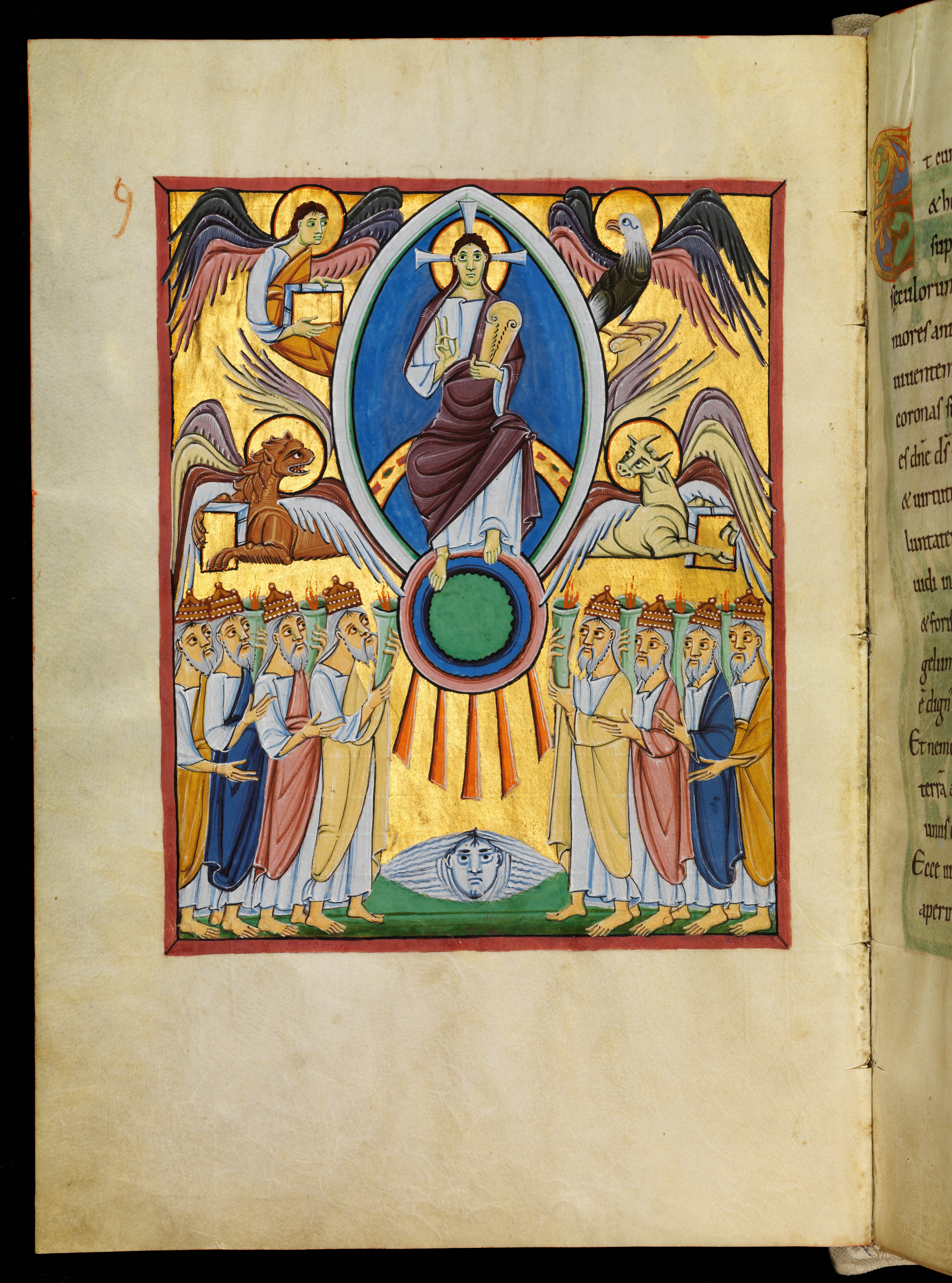
Folio 10 verso del Apocalipsis de Bamberg.

El Apocalipsis de Bamberg (Biblioteca Estatal de Bamberg, Msc.Bibl.140) es un manuscrito del siglo XI ricamente ilustrado, que contiene al Apocalipsis de Juan y un Leccionario de los Evangelios. Escrito en latín, fue creado en el scriptorium del monasterio benedictino de Reichenau entre los años 1000 y 1020 y está muy relacionado con otros manuscritos de Reichenau, incluidas las Perícopas de Enrique II y los Evangelios de Múnich de Otto III. 
Fue encargado por Otón III del Sacro Imperio Romano. El manuscrito estaba incompleto en el momento en que Otón murió, y Enrique II del Sacro Imperio Romano ordenó que fuera terminado, quien después, con su esposa Cunegunda, lo donaron con ocasión de la consagración de la catedral de Bamberg en 1012 y permanecería allí hasta la secularización de 1083, donde pasó a la Staatlichen Bibliothek de la misma ciudad. 
Es el único Apocalipsis ottoniano en manuscrito ampliamente iluminado. El manuscrito tiene 106 folios y está ilustrado con 57 miniaturas y 103 letras capitales, algunas de página entera. 
En el año 2003, junto con otros manuscritos ottonianos producidos en Reichenau, fue incluido por la Organización de las Naciones Unidas para la Educación, la Ciencia y la Cultura (UNESCO) en el Registro Internacional de Memorias del Mundo.